# 潘耀明
潘耀明（英語：Anthony Pun Yiu-Ming），香港电影摄影师、導演，香港專業電影攝影師學會（HKSC）成員。

## 生平
潘於八、九十年代進入電影界，為攝影師陳廣鴻的徒弟。於1994年以劉家勇導演作品《燈籠》擔任攝影指導，正式於電影界出道。
他最经常合作的导演为陈木胜、麦兆辉和庄文强。2005年电影《三岔口》获得金马奖最佳摄影。2013年凭借《听风者》获得香港電影金像獎最佳攝影獎。
2017年推出导演处女作《非凡任务》，与麦兆辉共同执导。
2024年凭借《金手指》再次获得香港電影金像獎最佳攝影獎。

## 导演作品
| 年份 | 名稱         | 職務 | 職務   | 職務 | 備註   |
| 年份 | 名稱         | 導演 | 攝影師 | 監製 | 備註   |
| ---- | ------------ | ---- | ------ | ---- | ------ |
| 2017 | 非凡任务     | 是   | 是     | 否   | 處女作 |
| 2023 | 別叫我“賭神” | 是   | 否     | 否   |        |
| 2024 | 焚城         | 是   | 是     | 是   |        |

## 摄影作品
- 《特警新人类2》
- 《野兽之瞳》
- 《双雄》
- 《三岔口》，獲得<金馬獎> 最佳攝影
- 《大城小事》
- 《新警察故事》
- 《宝贝计划》
- 《男儿本色》
- 《白银帝国》，获得<香港金像奖> 最佳摄影提名
- 《保持通话》
- 《窃听风云》
- 《窃听风云2》，获得<香港金像奖> 最佳摄影提名
- 《新少林寺》
- 《听风者》，获得<香港金像奖> 最佳摄影
- 《逃出生天3D》
- 《掃毒》，獲得<香港金像獎> 最佳攝影提名
- 《窃听风云3》
- 《金手指》，获得<香港金像奖> 最佳摄影

## 獎項
- 2024年：2023年度香港專業電影攝影師學會 - 最傑出攝影獎《金手指》